# Квічаль камерунський
Квіча́ль камерунський (Geokichla camaronensis) — вид горобцеподібних птахів родини дроздових (Turdidae). Мешкає в Центральній Африці.

## Опис
Довжина птаха становить 18 см, вага 42-57 г. Верхня частина тіла переважно коричнювато-сіра, верхня частина голови темна, нижня частина тіла руда, на животі темна пляма. Обличчя світло-коричневе, на скронях дрі чорні смуги. На крилах чорно-білі смуги. Надхвістя біле, хвіст на кінці чорнуватий.

## Підвиди
Виділяють три підвиди:
- G. c. camaronensis Sharpe, 1905 — Камерун, Екваторіальна Гвінея і Габон;
- G. c. graueri Sassi, 1914 — ліс Ітурі[en] на північному сході ДР Конго і ліси Будонґо та Бугома[en] на заході Уганди;
- G. c. kibalensis (Prigogine, 1978) — ліс Кібале (захід Уганди).

## Поширення і екологія
Камерунські квічалі мешкають в Камеруні, Екваторіальній Гвінеї, Габоні, Республіці Конго, Демократичній Республіці Конго і Уганді. Вони живуть в густому підліску вологих рівнинних і гірських тропічних лісів. Зустрічаються на висоті до 1700 м над рівнем моря.

## Збереження
МСОП класифікує цей вид як такий, що не потребує особливих заходів зі збереження. Однак, камерунські квічалі є досить рідкісним видом, якому може загрожувати знищення природного середовища.